# Подопечная территория ООН
Подопечная территория ООН (Вверяемая территория ООН, англ. United Nations trust territory) — правопреемник мандатной территории Лиги Наций после её упразднения в 1946 году. Все подопечные территории управлялись через Совет по опеке ООН странами-опекунами. Также сохранились требования, запрещающие торговлю оружием, создание военных баз, создание армии из коренного населения.

## История
Международная система опеки распространялась на:
- территории, находящиеся под мандатами, установленными Лигой Наций после Первой мировой войны;
- территории, отторгнутые от вражеских государств в результате Второй мировой войны;
- территории, добровольно включенные в систему опеки государствами, ответственными за их управление.

Целями международной системы опеки статья 76 Устава ООН называла способствование политическому, экономическому и социальному прогрессу населения территорий под опекой, его прогрессу в области образования и его прогрессивному развитию в направлении к самоуправлению или независимости; поощрение уважения прав человека и основных свобод для всех, без различия расы, пола, языка, религии, и признание взаимозависимости народов мира.
В целях контроля за управлением подопечными территориями был создан Совет по опеке ООН.
В первые годы существования ООН в международную систему опеки были включены 11 территорий. Все они либо стали независимыми государствами, либо добровольно присоединились к независимым соседним странам. Последняя подопечная территория — Палау обрела независимость в 1994 году, в результате чего 1 ноября 1994 года Совет по опеке ООН приостановил свою деятельность.
В 1945 году СССР настаивал на передаче ему в качестве подопечной территории Триполитании, бывшей колонии Италии. В 1946 году СССР предложил установить над бывшими колониями Италии коллективную опеку двух государств, одним из которых должна была быть великая союзная держава, а другим — Италия. В ноябре 1949 года по настоянию США ООН приняла решение, в соответствии с которым Ливия получала независимость в декабре 1951 года, а до этого она разделялась: провинции Киренаика и Триполитания передавались под временное управление Великобритании, а провинция Феццан — Франции. Эритрея включалась на федеративных началах в состав Эфиопии, а в 1952 году полностью вошла в ее состав. Что касается Сомали, то в ноябре 1950 года Генеральная ассамблея ООН одобрила резолюцию о передаче её под опеку Италии сроком на 10 лет. В 1960 году Сомали обрело независимость.

## Подопечные территории

### Африка

#### Бывшиегерманские колонии
- Западный Камерун и Восточный Камерун. С 13 декабря 1946 года подопечная территория ООН. Западный Камерун — опека Великобритании, разделён на Северный Камерун (с мая 1961 года в составе Нигерии) и Южный Камерун (с октября 1961 года в составе Камеруна), Восточный Камерун — подопека Франции (с 1960 года — Камерун).
- Руанда-Урунди. С 13 декабря 1946 года подопечная территория ООН — опека Бельгия. С 1 марта 1926 года по 30 июня 1960 года в административном союзе с колонией Бельгийское Конго. С 1 июля 1962 года — два независимых государства Руанда и Бурунди.
- Танганьика. С 11 декабря 1946 года подопечная территория ООН — опека Великобритания; с 1 мая 1961 года под самоуправлением; с 9 декабря 1962 года — Республика; в 1964 году объединена с Занзибаром (новое название объединения — Танзания).
- Тоголенд (Британское Того и Французское Того). С 13 декабря 1946 года подопечные территории ООН. Британское Того 13 декабря 1956 года стало частью колонии Золотой Берег (с 1957 года — Гана), Французское Того с 27 апреля 1960 года — независимая Тоголезская Республика (Того).
- Юго-Западная Африка. В 1946 году ООН поручила Южно-Африканскому Союзу осуществлять опеку над Подопечной Территорией Объединённых Наций Юго-Западная Африка (англ. United Nations Trust Territory of Southwest Africa), готовя её к предоставлению независимости. Однако 12 июня 1966 года Генеральная Ассамблея ООН признала осуществление опеки ЮАР ненадлежащим и прекратило её, присвоив подопечной территории новое название — Намибия. ЮАР проигнорировала решения ООН и продолжала осуществлять оккупацию Намибии и управление ею наравне с другими провинциями ЮАР. В 1971 году Международный суд ООН объявил незаконным контроль ЮАР над этим районом. Намибия стала независимой лишь в 1990 году.

#### Бывшиеитальянские колонии
- Ливия. В 1943 году Киренаика и Триполитания были захвачены Великобританией, Феццан — Францией. В ноябре 1949 года Генеральная Ассамблея ООН приняла решение о предоставлении Ливии независимости к 1 января 1952 года. 24 декабря 1951 года было провозглашено независимое Соединённое Королевство Ливии.
- Итальянское Сомали. С 18 июля 1947 года подопечная территория ООН — опека Италия. 26 июня 1960 года Британский Сомалиленд стал независимым государством Сомалиленд. 1 июля 1960 года Сомалиленд и Подопечная территория Сомали образовали независимую Сомалийскую Республику.
- Эритрея. С 19 февраля 1951 подопечная территория ООН под управлением Великобритании. В 1952 году по решению Генеральной Ассамблеи ООН стала автономной единицей, состоящей в федерации с Эфиопией. 14 ноября 1962 года федерация ликвидирована, Эритрея стала провинцией. С 24 мая 1993 года — независимое государство.

### Океания
- Западное Самоа. С 25 января 1947 года подопечная территория ООН — опека Новая Зеландия. С 1 января 1962 года независимое государство, ныне Самоа.
- Науру. С 1 ноября 1947 года подопечная территория ООН — опека Австралия (формально вместе с Великобританией и Новой Зеландией). С 31 января 1968 года независимая республика.
- Подопечная территория Тихоокеанские острова. С 18 июля 1947 года по 25 мая 1994 года подопечная территория ООН — опека США.
- Территория Новая Гвинея. С 8 декабря 1946 года подопечная территория ООН — опека Австралия. Ещё в 1942 году Австралия территориально объединила Территорию Папуа и Территорию Новой Гвинеи, под названием — Территория Папуа и Новой Гвинеи, а в 1949 году объединила административно, хотя юридическое различие поддерживалось. С 1971 года — Территория Папуа — Новая Гвинея, с 1975 года — независимое государство Папуа — Новая Гвинея.